# 原発性アルドステロン症
原発性アルドステロン症（げんぱつせいアルドステロンしょう、英: primary aldosteronism, PA）は、副腎皮質の病変により血中のアルドステロン濃度が上昇する病気。報告者の名前を取ってConn症候群（コンしょうこうぐん）ともいう。

## 概念
アルドステロン症の一つであり、本来のアルドステロン分泌臓器である副腎皮質が原因で発症するアルドステロン症。
以下、アルドステロンをAld、血圧(blood pressure)をBP、ナトリウムをNa、カリウムをK、上昇を↑、低下を↓、因果関係を（原因）→（結果）、血漿アルドステロン濃度をPAC(plasma aldosteron concentration)、血漿レニン活性をPRA(plasma renin activity)、と表記する。
病態
- 低カリウム血症 : Na↑の代わりにK↓
- 血圧上昇 : Na↑→血漿浸透圧↑→循環血漿量↑→BP↑。

## 分類
一側性の副腎皮質腺腫を特に狭義の原発性アルドステロン症と言う。
- アルドステロン産生腺腫
- 片側性副腎過形成
- 片側性多発微小結節
- アルドステロン産生副腎癌
- 特発性アルドステロン症（両側副腎球状層過形成）
- グルココルチコイド奏効性アルドステロン症（家族性アルドステロン症I型）
- 家族性アルドステロン症II型
- 異所性アルドステロン産生腫瘍

## 原因
副腎皮質球状帯の腺腫や過形成。

## 症状
- 典型的には低K性高血圧であるが、K正常例も多い。2次性高血圧症例の中でも高頻度であるため、無症状でも一度はスクリーニング検査が必要である。
- 低カリウム血症による症状として、脱力感、四肢麻痺、テタニー、知覚障害、多尿、多飲などを生ずる。
- 血圧上昇による症状として、高血圧、めまい、動悸、頭痛なども見られる。

## 検査
- 身体基本検査
  - 血圧 : AldはRAA系を介して血圧を上昇させる働きがある。血漿アルドステロン濃度↑→血圧↑。
- 血液検査
  - アルドステロン／レニン比
    - 治療抵抗性高血圧患者における原発性アルドステロン症のガイドラインで推奨されているスクリーニング検査は、血清アルドステロン/レニン比（aldosterone-renin ratio：ARR）である。しかしARRは疾患検出の感度は低く、過小診断につながっているかもしれない[1][2]。

  - 血漿アルドステロン濃度 (PAC) ↑ : 原発性にPACが上昇する。PACが正常範囲内だとしても、血漿レニン活性(PRA)が抑制されている場合も本症の可能性が否定されないため、PAC/PRAの比で判断する。PAC(pg/mL)／PRA(ng/mL/hr)>200で本症を疑う。PACの単位に注意を要する(ng/dLとpg/mLと単位が検査施設によって異なることがある)。[3]
    - 生食負荷試験：本症の場合、生理食塩水の点滴によるPACの抑制が見られない。
    - 迅速ACTH負荷試験：アルドステロン産生腺腫の場合、ACTH負荷によるPACの過大反応が認められる。

  - 血漿レニン活性 (PRA) ↓ : ホルモンであるレニンはBP↑によりネガティブフィードバックがかかって活性が下がる。BP↑→PRA↓。
    - フロセミド立位負荷試験：フロセミド静注後2時間立位負荷をかける。正常ではPRAの上昇が見られるが、本症ではPRAは抑制されたままとなる。
    - カプトプリル負荷試験：カプトプリルを投与し、血圧やPAC、PRAを測定する。正常ではPRAの上昇が見られるが、本症ではPRAは抑制されたままとなる。

  - 血清カリウム濃度↓ : アルドステロン過剰分泌によるカリウム排泄作用が見られる。
  - 副腎静脈サンプリング：ACTHを負荷し、左右副腎静脈から血液（PAC、コルチゾール）を採取する。典型的には病側のアルドステロン過剰分泌と、健側の抑制が見られる。
- 画像検査
  - CT：副腎腫大。数mmの微小腺腫であることも多く、腫大がある側に本当に機能性腺腫があるのかどうかは判らない（副腎静脈サンプリングが必要）。
  - 副腎シンチグラフィ：アドステロールの取り込みが見られる。
- 心電図
  - QT延長 : K↓による
  - ST低下 : K↓による
  - U波出現 : K↓による
- アルドステロン症の鑑別疾患

アルドステロン症の共通症状として、低カリウム血症、高重炭酸イオン血症を予めあげておく。
| PRA | PAC | BP | 診断                   | 理由          |
| ↓   | ↑   | ↑  | 原発性アルドステロン症 | PAC↑→BP↑→PRA↓ |
| ↑   | ↑   | ↑  | 腎血管性高血圧         | PRA↑→PAC↑→BP↑ |
| ↑   | ↑   | →  | バーター症候群         |               |
| ↑   | ↑   | ↑  | レニン産出腫瘍         |               |
| ↓   | ↓   | ↑  | リドル症候群           |               |
| ↓   | ↓   | ↑  | 偽性アルドステロン症   | BP↑→PRA↓→PAC↓ |

## 治療
- 片側性腺腫・癌は、原則として手術。両側からの過剰分泌（両側過形成や両側アルドステロン産生腺腫）の場合は抗アルドステロン薬。グルココルチコイド奏効性アルドステロン症ではデキサメサゾンの投与。
- 種々の降圧薬にて血圧コントロールする。
- 対症療法として化学療法を行う。
  - 塩化カリウム腸溶剤 : K摂取促進のため
  - スピロノラクトン : アルドステロン受容体拮抗薬であるスピロノラクトンは本症の病態に合致している。
  - エプレレノン : スピロノラクトンよりもMRに対する選択性が高く、抗アンドロゲン作用の副作用が少ない。
- 根治療法として手術療法を行う。手術は腫瘍側副腎の摘出。

## 歴史

### 発見
1953年にポーランド人により発見され、ポーランドの医学雑誌に掲載されたが、英語ではなくポーランド語で書かれており当時ポーランドが共産圏であったこともあって1955年にジェロム・コン博士によって報告されたこととなっている。